# Kärrmattvävare
Kärrmattvävare (Bathyphantes approximatus) är en spindelart som först beskrevs av Octavius Pickard-Cambridge 1871.  Kärrmattvävare ingår i släktet Bathyphantes och familjen täckvävarspindlar. Arten är reproducerande i Sverige. Inga underarter finns listade i Catalogue of Life.